# イ・ヒョンジ
イ・ヒョンジ（Lee Hyeonji  2007年2月25日- ）は韓国出身の柔道選手。階級は78㎏超級。

## 経歴
2023年のアジアカデと世界カデ70㎏級で優勝するも、世界ジュニア78㎏超級では準決勝で椋木美希に合技で敗れて3位だった。2024年にはアジア選手権と世界ジュニアをオール一本勝ちで優勝した。2025年のグランドスラム・アスタナでIJFワールド柔道ツアー初優勝を飾った。世界選手権では準々決勝で同僚でパリオリンピック銅メダリストであるキム・ハユンに反則負けを喫するも、その後の敗者復活戦を勝ち上がって3位になった。世界団体では2位だった。
IJF世界ランキングは4115ポイント獲得で4位(25/6/2現在)。

## 主な戦績
- 2022年 - オセアニアオープン・パース　優勝
- 2023年 - 世界カデ　優勝(70㎏超級)
- 2023年 - 世界ジュニア　3位
- 2023年 - アジアカデ　優勝(70㎏超級)
- 2024年 - グランドスラム・トビリシ　3位
- 2024年 - アジア選手権　優勝
- 2024年 - グランドスラム・ドゥシャンベ　3位
- 2024年 - 世界ジュニア　優勝
- 2025年 - グランドスラム・パリ　2位
- 2025年 - アジア選手権　3位
- 2025年 - グランドスラム・アスタナ　優勝
- 2025年 - 世界選手権　3位
- 2025年 - 世界団体 2位

(出典、JudoInside.com)